# Maikki Friberg
Maria "Maikki" Elisabeth Friberg (Kankaanpää, 5 de janeiro de 1861 – Helsinque, 6 de novembro de 1927) foi uma educadora, jornalista, sufragista e ativista pela paz finlandesa. Ela é lembrada pelo seu envolvimento no movimento feminino da Finlândia, especialmente como líder da organização pelos direitos das mulheres Suomen Naisyhdistys e como fundadora e editora do periódico feminino Naisten Ääni (A Voz das Mulheres). Ela viajou muito, promovendo a compreensão da Finlândia no exterior, enquanto participava de conferências internacionais e contribuía para a imprensa estrangeira.

## Início de vida e educação
Nascida em 5 de janeiro de 1861 em Kankaanpää, Maria Elisabeth Friberg era filha de Karl Arvid Friberg e Fanny Adelaide Boijer. Após a morte precoce do seu pai, sua mãe mudou-se com os filhos para Tammerfors, onde inaugurou uma hospedaria. Friberg frequentou a Escola Feminina Sueca em Helsinque, onde matriculou-se no curso de treinamento para professoras.

## Carreira

### Educação
Em 1883, Friberg obteve um cargo de professora em uma escola de Helsinque que ocupou até 1912. Ela estudou em Berlim e Zurique, graduando-se na Universidade de Berna em 1897 com uma tese sobre direito popular nórdico. Depois disso, ela assistiu a palestras de Economia na Universidade de Bruxelas, tornando-se fluente em alemão, francês e inglês. Até 1906 ela fez viagens frequentes pela Europa, aperfeiçoando seus métodos de ensino. Ela também fez amizade com outros profissionais escandinavos, especialmente dinamarqueses.
Enquanto viajava em 1906, Friberg tornou-se interessada pelo movimento feminino, comparecendo a inúmeras convenções e congressos, onde frequentemente representava a Kvinnosaksförbundet Unionen (Associação das Mulheres Sindicais). Em 1906, no encontro em Copenhague da Aliança Internacional da Mulher, suas opiniões sobre o direito de voto foram particularmente bem-vindas, já que naquele mesmo ano as mulheres finlandesas ganharam o direito de votar. Naquele tempo Friberg estava especialmente interessada em pacifismo e no movimento da temperança. No entanto, ela continuou a espalhar conhecimento sobre a Finlândia, dando palestras sobre escolas sami e finlandesas na Alemanha, Áustria e Dinamarca, incluindo a política do governo russo de limitar a autonomia finlandesa.

### Ativismo
Com 30 anos de experiência de ensino cada vez mais ampla, em 1912 Friberg candidatou-se ao cargo de Inspetora Adjunta das Escolas Populares de Helsinque, mas a nomeação foi dada a Guss Mattsson, do Conselho Municipal de Helsinque, a autoridade que organizou a seleção. Após esse evento, Friberg decidiu desistir de lecionar, preferindo dedicar seu tempo às questões femininas da época.
Membro da Associação Finlandesa Feminina desde 1899, atuando no conselho de 1907 a 1924, e da Associação Sindical, que ela co-fundou em 1892 e presidiu de 1920 a 1927, Friberg também atuou na associação pacífica finlandesa Finlands Fredsförbund. Ela também escreveu artigos para jornais finlandeses e estrangeiros e fundou sua própria revista, Naisten ääni (A Voz das Mulheres), em 1905, que editou até sua morte. Em 1909, na Naisten ääni, ela publicou um relato do congresso da Aliança Internacional da Mulher em Londres.

## Morte
Maikki Friberg morreu em Helsinque em 6 de novembro de 1927.

## Publicações
- Entstehung und Entwickelung der VoIkshochsehulen in den nordischen Ländern, avhandling. 1897
- Uuno Cygnaeus, Suomen kansakoulun isä. Kansanvalistusseura 1898
- Kolme esitelmää palvelijoille, tillsammans med Maria Elisabeth Friberg, Juho Walve och Vihtori Lähde. Raittiuden ystävät 1901
- Maantieteellinen käsikirja, osa 1: Eurooppa. Helsingfors 1905
- Koti ja kotitavat. 1918
- Tieni varrelta tapaamiani I. Naisten ääni, Helsingfors 1920
- Tieni varrelta tapaamiani II. Naisten ääni, Helsingfors 1922